# Raspenavská pahorkatina
Raspenavská pahorkatina je geomorfologický okrsek ve Frýdlantské pahorkatině, jejíž převážnou část (vyjma severovýchodních a jihovýchodních partií) také představuje. Svažuje se ve směru od jihu k severu. V nižších místech jí protéká řeka Smědá, v jejímž okolí vznikla přírodní rezervace Meandry Smědé. Na vyšších místech se nacházejí ledovcové nánosy odnosu a obnažený krystalinický povrch. Na lokalitě Pohanské kameny (nedaleko Višňové) lze narazit na zvětrávání a odnos žul, včetně vzniku skalních mís. Na území se rozkládá též mineralogicky významná přírodní rezervace Vápenný vrch (poblíž Raspenavy) či přírodní památka Kodešova skála (poblíž Heřmanic), kde je chráněn lávový příkrov se sloupcovitou odlučností čedičových vyvřelin.
Rozkládá se na území o ploše 143,92 km². Tvořena je glacifluviálními písky, písčitými štěrky a písčitými jíly sálského zalednění, dále porfyrickou biotitickou žulou či ortorulou rumburského masivu. Významnými body jsou Vápenný vrch (423,5 m n. m.), Frýdlantská výšina neboli U rozhledny (399,1 m n. m.) či Hradec (313,0 m n. m.). Krajina je málo až středně zalesněná. Největší lesní komplex představuje někdejší Poustecká obora). Ze stromů zde rostou smrky, borovice, výjimečně duby, habry a buky. V Poustecké oboře se nacházejí staré lipové porosty. Lze zde ale najít také pole s ornou půdou. Žije zde srnčí zvěř.
Část území pahorkatiny zasahuje do chráněné krajinné oblasti Jizerské hory. Další část pak je součástí přírodního parku Peklo. Z maloplošných území se zde vyskytují přírodní památky Kodešova skála a Hadí kopec či přírodní rezervace Křížový vrch, Meandry Smědé a Vápenný vrch.